# 交響曲第2番 (モーツァルト)
交響曲第2番 変ロ長調 K. 17 (Anh. C 11.02) は、かつてヴォルフガング・アマデウス・モーツァルトが作曲したと考えられていた交響曲である。

## 概要
現在ではモーツァルトの作品ではないとする説が有力であり、真の作曲者はヴォルフガングの父であるレオポルト・モーツァルトであると考えられている。
それを受けて、ケッヘルカタログ第6版では番号が偽作や疑わしい作品に与えられるAnh. C 11.02に変更されており、現在はカナダの音楽学者クリフ・アイゼンが作成したレオポルト・モーツァルトの交響曲のカタログに「Eisen B♭ 6」として掲載されている。

## 楽器編成
- 管楽器

オーボエ2、ホルン2
- 弦楽器

第1ヴァイオリン、第2ヴァイオリン、ヴィオラ、チェロ、コントラバス

## 曲の構成
- 第1楽章 アレグロ
変ロ長調、4分の4拍子。
- 第2楽章 (アンダンテ)
変ホ長調、4分の2拍子。
- 第3楽章 メヌエット I & II
変ロ長調、4分の3拍子。
- 第4楽章 プレスト
変ロ長調、8分の3拍子。